# William Stout
Compléments
site officiel : http://www.williamstout.com
William Stout, né à Salt Lake City le 18 septembre 1949, est un auteur de comics.

## Biographie
William Stout naît à Salt Lake City le 18 septembre 1949 mais passe toute sa jeunesse en Californie. Enfant précoce, il dessine très jeune et sa découverte des comics à l'âge de 8 ans l'encourage dans cette voie. Après des études au Chouinard Art Institute, il dessine la couverture 1968 d'un pulp magazine avant d'être engagé en 1971 par Russ Manning pour l'assister sur le comic strip de Tarzan. En 1973, il assiste Harvey Kurtzman et Bill Elder sur Little Annie Fanny publié dans le magazine Playboy. Durant ces années 1970, William Stout publie aussi des récits dans des comics underground. En 1977, il est l'un des premiers dessinateur américain pour Heavy Metal, la version américaine du magazine français Métal hurlant. Il illustre aussi des pochettes d'albums, bootlegs ou officiels,.